# Villa La Farnia
Villa La Farnia si trova nella campagna di Pistoia, presso l'abitato di San Giorgio all'Ombrone, alla confluenza fra i torrenti Tazzera e Torbecchia.

## Storia e descrizione

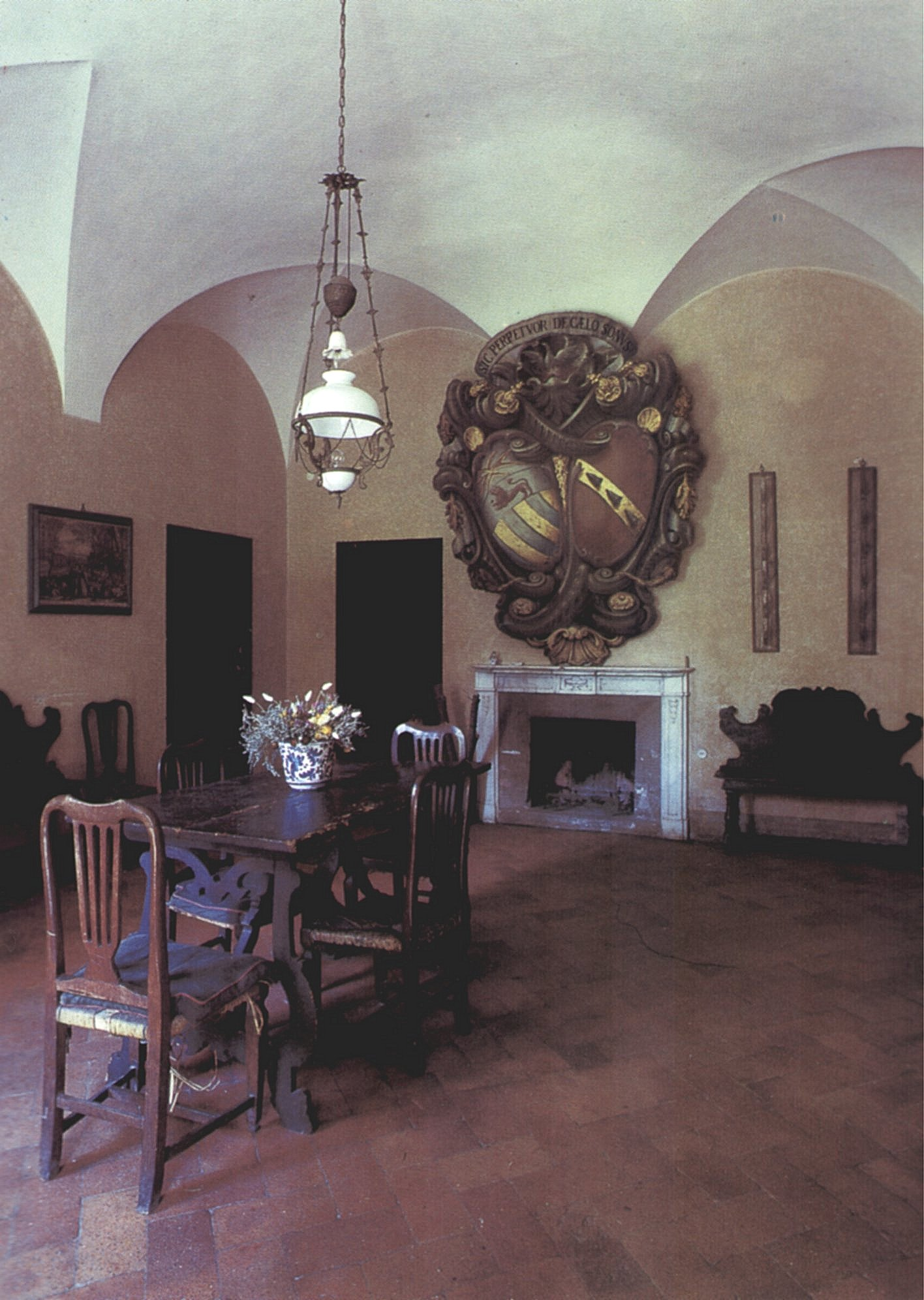
L'ingresso della villa

Il primo nucleo della villa fu eretto nel 1348 (l'anno della Peste nera) dalla famiglia Dondori, banchieri pistoiesi, che possedevano il grande palazzo di fronte alla chiesa di S.Andrea a Pistoia, che poi passerà ai Fabroni.

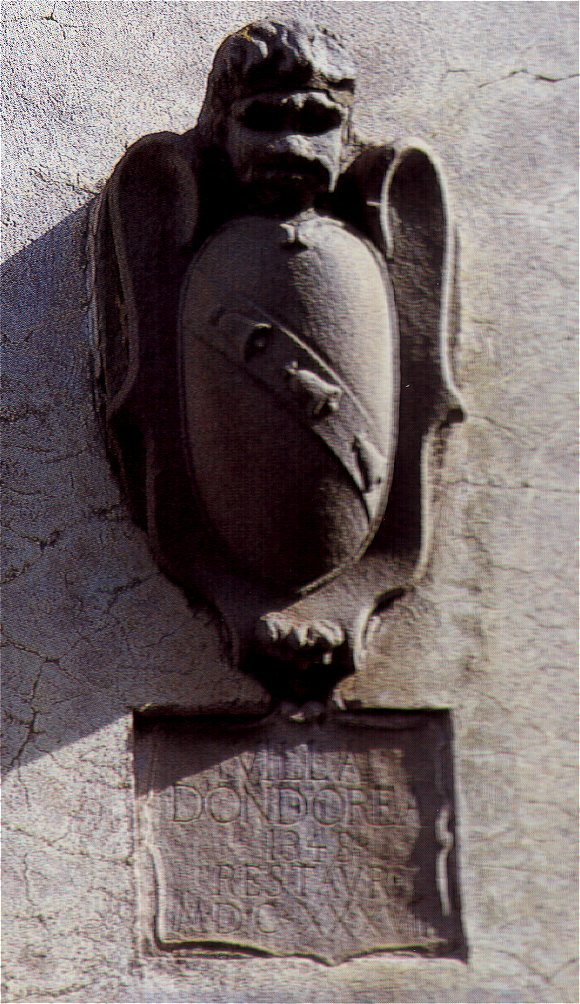
Lo stemma Dondori sulla facciata della villa.

La "casa da cittadino", piuttosto piccola e di soli due piani, fu posizionata al centro di una tenuta triangolare delimitata esattamente dall'antica via di Gora e Barbatole e dal corso dei due torrenti Tazzera e Torbecchia.
Nel corso del Cinquecento Francesco Dondori ampliò l'edificio sui due lati di levante e di ponente e nel 1637 il nipote Felice Dondori procedette ad un generale rialzamento dell'edificio ed all'aggiunta sul lato nord di una casa colonica, e sul lato est di un portico sormontato da un loggiato a tre archi. Al confine del giardino fu anche realizzata una grande tinaia.
Passata per via femminile alla famiglia Cellesi, la villa fu ulteriormente ampliata nel 1797 con l'aggiunta di un corpo di fabbrica per salotto e dispense.
Nel corso del Settecento fu realizzato il giardino all'inglese antistante alla villa con l'impianto alberi di altofusto e la costruzione di un laghetto con una piccola isola. Degli alberi originari sopravvivono ancora una grande sequoia, un tiglio, un ippocastano, una lagerstroemia, una magnolia ed un glicine. 
Proprio alla fine del Settecento la villa prese il nome di "Farnia", da un albero di questa specie (Quercus robur) che, piantato in fondo al podere due secoli prima, aveva assunto proporzioni gigantesche.
I Cellesi si estinsero nel 1860 lasciando la Farnia in eredità a Cesare Marchetti, trisavolo degli attuali proprietari. La villa, dal 1348, epoca della costruzione, fin ad oggi, non è mai stata venduta e la proprietà si è trasmessa sempre per successione.
Dal giugno all'agosto del 1944 la villa fu requisita dalla Wehrmacht e per alcuni giorni vi alloggiò il comandante in capo delle truppe tedesche in Italia, feldmaresciallo Kesselring.